# The Mystery of Time
The Mystery of Time – szósty studyjny album grupy muzycznej Avantasia, mającego światową premierę 29 marca 2013 roku. W Polsce premiera albumu odbyła się 1 kwietnia 2013.
W nagraniach wzięła udział Niemiecka Filmowa Orkiestra Babelsberg.

## Lista utworów
Opracowano na podstawie materiału źródłowego. Autorem wszystkich utworów jest Tobias Sammet.
1. "Spectres" (6:09)
2. "The Watchmaker's Dream" (4:14)
3. "Black Orchid" (6:52)
4. "Where Clock Hands Freeze" (4:35)
5. "Sleepwalking" (3:52)
6. "Savior in the Clockwork" (10:40)
7. "Invoke the Machine" (5:30)
8. "What's Left of Me" (5:07)
9. "Dweller in a Dream" (4:45)
10. "The Great Mystery" (10:03)
11. "The Cross And You" – utwór bonusowy (4:14)
12. "Death Is Just A Feeling" (Alternatywna wersia/Tobias Sammet) – utwór bonusowy (5:24)

## Twórcy
| - Tobias Sammet – śpiew, gitara basowa, produkcja - Sascha Paeth – gitara, produkcja - Russell Gilbrook – perkusja - Michael "Miro" Rodenberg – instrumenty klawiszowe, orkiestracje - Rodney Matthews – okładka |